# King of the Ring 1996
King of the Ring 1996 è stata la quarta edizione dell'omonimo pay-per-view prodotto dalla World Wrestling Federation. L'evento ebbe luogo il 23 giugno 1996, al MECCA Arena a Milwaukee, Wisconsin.
Il main event fu un single match per il WWF Championship, in cui Shawn Michaels sconfisse British Bulldog e conservò il titolo, con Mr. Perfect come special enforcer. L'undercard fu caratterizzato dal King of the Ring Tournament, vinto da Steve Austin.
Nell'undercard ci furono altri match tra cui il match per il WWF Intercontinental Championship tra Goldust e Ahmed Johnson, l'incontro tra Mankind e The Undertaker, il match tra The Ultimate Warrior e Jerry "The King" Lawler e il match per i titoli di coppia tra i campioni The Smoking Gunns e gli sfidanti The Godwinns.
Il discorso di Steve Austin dopo aver vinto il King of the Ring Tournament diede origine alla "Austin 3:16", e l'evento è stato citato dalla WWE come punto di partenza della Attitude Era insieme a Wrestlemania XIII, Badd Blood: In Your House, Survivor Series 1997 e WrestleMania XIV.

## Storyline
L'evento fu caratterizzato dal torneo King of the Ring. La qualificazione per il torneo iniziò il 27 maggio 1996, nella puntata di Raw, con The Ultimate Warrior che lottò contro il campione intercontinentale WWF Goldust, che finì con un doppio count-out, e Vader che sconfisse Ahmed Johnson. Le qualifiche continuarono il 2 giugno nell'episodio di Superstars dove Justin "Hawk" Bradshaw sconfisse Henry O. Godwinn. Il 3 giugno nell'edizione di Raw, "Stone Cold" Steve Austin e Jake "The Snake" Roberts si qualificarono per il torneo sconfiggendo rispettivamente Bob "Spark Plug" Holly e Hunter Hearst Helmsley. Il 9 giugno nella puntata di Superstars, Savio Vega sconfisse Marty Jannetty in un match di qualificazione. Il 10 giugno a Raw, la qualificazione per il torneo si concluse con la vittoria di "Wildman" Marc Mero su Skip e con quella di Owen Hart su Yokozuna. Il primo match dei quarti di finale del torneo ebbe luogo il 16 giugno a Superstars, con Roberts che sconfisse Bradshaw. Il 17 giugno nella puntata di Raw, Austin sconfisse Vega e Mero sconfisse Hart nei restanti incontri dei quarti di finale. Vader si qualificò via forfait alle semifinali.
La rivalità principale dell'evento fu quella tra Shawn Michaels e The British Bulldog con in palio il WWF Championship. A In Your House 8: Beware of Dog, Michaels difese il titolo contro Bulldog in un match finito in un no contest, con entrambi gli uomini a terra per più di 10 secondi. Anche se l'arbitro Earl Hebner assegnò a Michaels la vittoria, la moglie di Bulldog, Diana Smith, il cognato Hart e il manager Jim Cornette consegnarono a Bulldog la cintura. Il presidente on-screen della WWF Gorilla Monsoon dichiarò il match no-contest. Il 3 giugno nella puntata di Raw, Monsoon annunciò che Michaels avrebbe difeso il titolo contro Bulldog in un rematch a King of the Ring e permise alla stable Camp Cornette di scegliere uno special guest referee per il match. Il 17 giugno a Raw, Jim Cornette anunciò che Mr. Perfect sarebbe stato il special guest referee del match.
Un altro feud importante fu quello tra The Undertaker e Mankind. Il 1º aprile nella puntata di Raw, Mankind fece il suo debutto nella WWF e sconfisse Bob Holly. Più tardi quella notte, Mankind attaccò The Undertaker durante il suo match con Justin Bradshaw. Il 13 maggio nella puntata di Raw, Vince McMahon fece un segmento nel ring con The Undertaker e Paul Bearer. Mankind attaccò Taker, che fu distratto da Goldust e la sua valletta Marlena. A In Your House 8: Beware of Dog, Mankind aiutò Goldust a mantenere il WWF Intercontinental Championship contro The Undertaker in un Casket match. Ciò portò a un match tra The Undertaker e Mankind a King of the Ring.
Il 27 maggio a Raw, Ahmed Johnson discusse con Goldust in un segmento nel backstage dopo aver perso un king of the ring qualifying match contro Vader. Il 3 giugno a Raw, il presidente della WWF Gorilla Monsoon annunciò che Goldust avrebbe difeso il titolo contro Johnson a King of the Ring. 
A In Your House 8: Beware of Dog, The Smoking Gunns (Billy e Bart) sconfissero i The Godwinns (Henry e Phineas) vincendo i WWF Tag Team Championship. Dopo che i Godwinns persero i titoli, la loro valletta Sunny divenne la valletta dei Gunns. A causa del tradimento di Sunny, i Godwinns continuarono la loro rivalità con i Gunns, portando a un match per i titoli di coppia a King of the Ring 1996.

## Evento
Prima dell'evento trasmesso in diretta in pay-per-view, i The Bodydonnas (Skip e Zip) lottarono contro i The New Rockers (Marty Jannetty e Leif Cassidy) in un match trasmesso in diretta su Free for All. I Bodydonnas vinsero il match. Il match fu seguito da un altro match non trasmesso in TV in cui Hunter Hearst Helmsley sconfisse Aldo Montoya.

### Match preliminari
La prima semifinale del torneo vide contrapposti Marc Mero contro Steve Austin. Durante il match, Austin si ferì gravemente alla bocca dopo Mero applicò una Sleeper Hold su Steve. Austin riuscì a uscire dalla manovra, ma ricevette un Body Press. Poi Austin attaccò Mero con lo stivale in un angolo e cercò di gettare Mero fuori dal ring, ma egli gettò a sua volta Austin fuori dal ring. Mero eseguì una Plancha su Austin causandogli il sanguinamento della bocca. Mero tornò sul ring ed eseguì un Suicide Dive su Austin. Mero cercò di schienare Austin dopo un Missile Dropkick ma non ottenne il conteggio di 3.
Austin eseguì infine una Stunner vincendo il match. Il successivo match delle semifinali fu quello tra Jake Roberts e Vader; quest'ultimo dominò il match eseguendo svariate mosse tra cui una Body Press e una Running Splash. Roberts diede un calciò a Vader e lo colpì con uno Swinging Knee Lift. Roberts cercò di vincere il match tentando di eseguire una DDT su Vader ma egli lo spedì all'angolo e cercò di colpirlo con una Short-arm Clothesline. Roberts contrastò l'attacco e lo colpì a sua volta con una Short-arm Clothesline, ma Vader si riprese e lo colpì con una Running Splash. Roberts provò a eseguire una DDT su Vader ma egli usò l'arbitro come scudo umano, venendo squalificato. Vader aggredì Roberts dopo il match e lo infortunò con la sua Vader Bomb.
Nel match successivo si affrontarono i The Smoking Gunns e i Godwinns. I Gunns ottennero un vantaggio all'inizio del match quando Billy distrasse Phineas e Bart lo attaccò da dietro. Tuttavia, i Godwinns si ripresero e dominarono la maggior parte del match. Negli ultimi secondi del match, Bart colpì Phineas, permettendo a Billy di schienarlo per il conto di 3.
Il quarto match fu quello tra The Ultimate Warrior e Jerry Lawler. Lawler si portò uno scettro sul ring durante il suo ingresso, e quando Warrior stava facendo il suo ingresso, Lawler iniziò ad attaccarlo con lo scettro e utilizzò molte tattiche scorrette per mettere in difficoltà Warrior. Lawler cercò di finire l'incontro con un Piledriver ma Warrior cominciò a dominare il match con una serie di clothesline. Warrior poi colpì Lawler con una Running Shoulder Block e lo schienò vincendo l'incointro. Nel quinto match si affrontarono The Undertaker e Mankind. Taker iniziò l'incontro attaccando Mankind con una Flying Clothesline. Poi "The Hardcore Legend" acquistò slancio da una Bodyslam. L'azione continuò finché non uscirono fuori dal ring. In seguito Mankind afferrò una sedia per colpire il Deadman ma egli gli diede un calcio, poi Undertaker eseguì una backdrop sul bordo del ring, e successivamente entrarono sul ring. Il manager di Undertaker, Paul Bearer, distrasse l'arbitro, permettendo a Undertaker di attaccare Mankind con una sedia. Undertaker eseguì un Big Boot e cercò di finire il match, tentando di eseguire una Tombstone Piledriver, ma il "The Unpredictable"si liberò ed eseguì uno Swinging Neckbreaker. In seguito Mankind cercò di portare a casa la vittoria eseguendo una Mandible Claw, ma The Undertaker bloccò il movimento e venne preso a calci da Mankind. Poi cercò di attaccare Undertaker con un Diving Elbow Drop attraverso l'apron del ring, ma il Deadman bloccò l'esecuzione della mossa con la sedia. Mankind tornò sul ring e colpì Taker con un Piledriver. Poi afferrò l'urna del deadman e cercò di attaccarlo con essa, ma Bearer strappò l'urna da Mankind, che applicò al suo avversario una Mandible Claw su Undertaker. Poi Paul Bearer cercò di colpire Mankind con l'urna, ma egli lo schivò per evitare di essere colpito, e l'urna colpì accidentalmente The Undertaker. In seguito Mankind applicò un'altra Mandible Claw, e vinse il match per KO tecnico.

### Match principali
Nel sesto match dell'evento, Goldust lottò contro Ahmed Johnson per il WWF Intercontinental Championship. Johnson dominò la maggior parte del match. Goldust aveva quasi vinto il match dopo l'applicazione di una Sleeper Hold, che chiamava Good Night Sweet Charlotte, ma non schienò Johnson per aggredirlo ulteriormente, ma egli contrastò gli attacchi e colpì Goldust con una Sitout Double Underhook Powerbomb, che chiamava Pearl River Plunge, vincendo il match e il titolo intercontinentale.
Poi ci fu l'ultimo match del Torneo King of the Ring tra Steve Austin e Jake Roberts. L'allora presidente della WWF Monsoon venne sul ring prima del match e offrì a Roberts di fermare il match a causa del suo infortunio alla costola subito nel suo match di semifinale contro Vader, ma Roberts rifiutò. Cominciò ad attaccare Austin e tentò di eseguire una DDT, ma egli evitò la mossa e iniziò ad attaccarlo alle costole. Poi il "The Texas Rattlesnake" eseguì una Stone Cold Stunner vincendo l'incontro e il torneo. Dopo il match, Austin derise Roberts citando alcune frasi della Bibbia: "You sit there and you thump your Bible, and you say your prayers, and it didn't get you anywhere! Talk about your psalms, talk about John 3:16... Austin 3:16 says I just whipped your ass!"
Nell'evento principale si sfidarono Shawn Michaels e British Bulldog per il WWF Championship. Mr. Perfect avrebbe dovuto arbitrare il match, ma all'ultimo minuto il presidente Gorilla Monsoon decise che sarebbe stato meglio che Mr. Perfect avrebbe arbitrato fuori dal ring, quindi sarebbe stato l'arbitro secondario, mentre scelse Earl Hebner come arbitro principale. Decise di cambiare l'arbitro principale a causa dell'arbitraggio discutibile di Perfect a WrestleMania X. Durante il match la moglie e il manager di Bulldog, Cornette, interferirono più volte nel match. Il cognato e compagno di coppia di Bulldog, Owen Hart, commentò il pay-per-view. Negli ultimi momenti del match, Michaels tentò di colpire Bulldog con una Hurricanrana, ma egli contrastò l'attacco ed eseguì una Sitout Powerbomb. Michaels riacquisì lo slancio e colpì Bulldog con una Flying Forearm Smash, una Diving Elbow Drop e un Superkick, che chiamava Sweet Chin Music, e lo schienò. Hebner e Perfect iniziarono il conteggio.
Hart lasciò il tavolo di commento e cercò di fermare il conteggio di Earl Hebner, ma egli arrivo a tre, permettendo a Michaels di vincere il match e di mantenere il WWF Championship. Dopo il match, Bulldog e Hart attaccarono HBK, e Johnson intervenne per salvare Michaels, ma poi intervenne il resto della Camp Cornette per attaccare i due wrestler. Alla fine dello show intervenne Warrior e cacciò i membri della Camp Cornette.

## Risultati
| N.           | Risultato | Stipulazione                                          | Durata |
| ------------ | --- | ----------------------------------------------------- | ------ |
| Free for All | The BodyDonnas (Skip e Zip) hanno sconfitto The New Rockers (Marty Jannetty e Leif Cassidy)                                                    | Tag Team Match                                        | 08:06  |
| Dark         | Hunter Hearst Helmsley ha sconfitto Aldo Montoya                                                                                               | Single match                                          | 03:00  |
| 1            | Steve Austin ha sconfitto Marc Mero (con Sable)                                                                                                | Single match. Semifinale del King of the Ring         | 16:49  |
| 2            | Jake Roberts ha sconfitto Vader per squalifica                                                                                                 | Single match. Semifinale del King of the Ring         | 03:34  |
| 3            | The Smoking Gunns (Bart e Billy Gunn) (c) (con Sunny) hanno sconfitto The Godwinns (Henry O. Godwinn e Phineas I. Godwinn) (con Hillbilly Jim) | Tag Team match per i WWF World Tag Team Championship  | 10:10  |
| 4            | The Ultimate Warrior ha sconfitto Jerry Lawler                                                                                                 | Single match                                          | 03:50  |
| 5            | Mankind ha sconfitto The Undertaker (con Paul Bearer) per Sottomissione Tecnica                                                                | Single match                                          | 18:21  |
| 6            | Ahmed Johnson ha sconfitto Goldust (c) (con Marlena)                                                                                           | Single match per il WWF Intercontinental Championship | 15:34  |
| 7            | Steve Austin sconfigge Jake Roberts | Single match. Finale del King of the Ring             | 04:28  |
| 8            | Shawn Michaels (c) (con Josè Lothario) sconfigge The British Bulldog (con Jim Cornette e Diane Smith)                                          | Single match per il WWF Championship                  | 26:25  |

### Struttura del torneo
|  | Ottavi di finale (TV)  | Ottavi di finale (TV)  | Ottavi di finale (TV) |                 |              | Quarti di finale (TV) | Quarti di finale (TV) | Quarti di finale (TV) |  |  | Semifinali (PPV) | Semifinali (PPV) | Semifinali (PPV) |  |  | Finale (PPV) | Finale (PPV) | Finale (PPV) |  |
|  |                        |                        |                       |                 |              |                       |                       |                       |  |  |                  |                  |                  |  |  |              |              |              |  |
|  | Ahmed Johnson          | Ahmed Johnson          | Schienamento          |                 |              |                       |                       |                       |  |  |                  |                  |                  |  |  |              |              |              |  |
|  | Ahmed Johnson          | Ahmed Johnson          | Schienamento          |                 |              |                       |                       |                       |  |  |                  |                  |                  |  |  |              |              |              |  |
|  | Vader                  | Vader                  | 11:32                 |                 |              |                       |                       |                       |  |  |                  |                  |                  |  |  |              |              |              |  |
|  | Vader                  | Vader                  | 11:32                 | Vader           |              |                       |                       |                       |  |  |                  |                  |                  |  |  |              |              |              |  |
|  |                        |                        |                       |                 |              |                       |                       |                       |  |  |                  |                  |                  |  |  |              |              |              |  |
|  |                        |                        | Forfait               |                 |              |                       |                       |                       |  |  |                  |                  |                  |  |  |              |              |              |  |
|  | Goldust                | Goldust                | DCO                   |                 |              |                       |                       |                       |  |  |                  |                  |                  |  |  |              |              |              |  |
|  | Goldust                | Goldust                | DCO                   |                 |              |                       |                       |                       |  |  |                  |                  |                  |  |  |              |              |              |  |
|  | Ultimate Warrior       | Ultimate Warrior       | 15:20                 |                 |              |                       |                       |                       |  |  |                  |                  |                  |  |  |              |              |              |  |
|  | Ultimate Warrior       | Ultimate Warrior       | 15:20                 |                 | Vader        | Vader                 | DQ                    |                       |  |  |                  |                  |                  |  |  |              |              |              |  |
|  |                        |                        |                       |                 |              |                       |                       |                       |  |  |                  |                  |                  |  |  |              |              |              |  |
|  |                        |                        | Jake Roberts          | Jake Roberts    | 3:34         |                       |                       |                       |  |  |                  |                  |                  |  |  |              |              |              |  |
|  | Hunter Hearst Helmsley | Hunter Hearst Helmsley | Jake Roberts          | Jake Roberts    | 3:34         | Schienamento          |                       |                       |  |  |                  |                  |                  |  |  |              |              |              |  |
|  | Hunter Hearst Helmsley | Hunter Hearst Helmsley |                       |                 |              |                       |                       |                       |  |  |                  |                  |                  |  |  |              |              |              |  |
|  | Jake Roberts           | Jake Roberts           | 9:34                  |                 |              |                       |                       |                       |  |  |                  |                  |                  |  |  |              |              |              |  |
|  | Jake Roberts           | Jake Roberts           | 9:34                  |                 | Jake Roberts | Jake Roberts          | Schienamento          |                       |  |  |                  |                  |                  |  |  |              |              |              |  |
|  |                        |                        |                       |                 | Jake Roberts | Jake Roberts          | Schienamento          |                       |  |  |                  |                  |                  |  |  |              |              |              |  |
|  |                        |                        | Justin Bradshaw       | Justin Bradshaw | 6:15         |                       |                       |                       |  |  |                  |                  |                  |  |  |              |              |              |  |
|  | Justin Bradshaw        | Justin Bradshaw        | Justin Bradshaw       | Justin Bradshaw | 6:15         | Schienamento          |                       |                       |  |  |                  |                  |                  |  |  |              |              |              |  |
|  | Justin Bradshaw        | Justin Bradshaw        |                       |                 |              |                       |                       |                       |  |  |                  |                  |                  |  |  |              |              |              |  |
|  | Henry O. Godwinn       | Henry O. Godwinn       | 7:39                  |                 |              |                       |                       |                       |  |  |                  |                  |                  |  |  |              |              |              |  |
|  | Henry O. Godwinn       | Henry O. Godwinn       | 7:39                  |                 | Jake Roberts | Jake Roberts          | Schienamento          |                       |  |  |                  |                  |                  |  |  |              |              |              |  |
|  |                        |                        |                       |                 |              |                       |                       |                       |  |  |                  |                  |                  |  |  |              |              |              |  |
|  |                        |                        | Steve Austin          | Steve Austin    | 4:28         |                       |                       |                       |  |  |                  |                  |                  |  |  |              |              |              |  |
|  | Steve Austin           | Steve Austin           | Steve Austin          | Steve Austin    | 4:28         | Sottomissione         |                       |                       |  |  |                  |                  |                  |  |  |              |              |              |  |
|  | Steve Austin           | Steve Austin           |                       |                 |              |                       |                       |                       |  |  |                  |                  |                  |  |  |              |              |              |  |
|  | Bob Holly              | Bob Holly              | 9:34                  |                 |              |                       |                       |                       |  |  |                  |                  |                  |  |  |              |              |              |  |
|  | Bob Holly              | Bob Holly              | 9:34                  |                 | Steve Austin | Steve Austin          | Schienamento          |                       |  |  |                  |                  |                  |  |  |              |              |              |  |
|  |                        |                        |                       |                 | Steve Austin | Steve Austin          | Schienamento          |                       |  |  |                  |                  |                  |  |  |              |              |              |  |
|  |                        |                        | Savio Vega            | Savio Vega      | 8:10         |                       |                       |                       |  |  |                  |                  |                  |  |  |              |              |              |  |
|  | Marty Jannetty         | Marty Jannetty         | Savio Vega            | Savio Vega      | 8:10         | Schienamento          |                       |                       |  |  |                  |                  |                  |  |  |              |              |              |  |
|  | Marty Jannetty         | Marty Jannetty         |                       |                 |              |                       |                       |                       |  |  |                  |                  |                  |  |  |              |              |              |  |
|  | Savio Vega             | Savio Vega             | 7:25                  |                 |              |                       |                       |                       |  |  |                  |                  |                  |  |  |              |              |              |  |
|  | Savio Vega             | Savio Vega             | 7:25                  |                 | Steve Austin | Steve Austin          | Schienamento          |                       |  |  |                  |                  |                  |  |  |              |              |              |  |
|  |                        |                        |                       |                 |              |                       |                       |                       |  |  |                  |                  |                  |  |  |              |              |              |  |
|  |                        |                        | Marc Mero             | Marc Mero       | 16:49        |                       |                       |                       |  |  |                  |                  |                  |  |  |              |              |              |  |
|  | Marc Mero              | Marc Mero              | Marc Mero             | Marc Mero       | 16:49        | Schienamento          |                       |                       |  |  |                  |                  |                  |  |  |              |              |              |  |
|  | Marc Mero              | Marc Mero              |                       |                 |              |                       |                       |                       |  |  |                  |                  |                  |  |  |              |              |              |  |
|  | Skip                   | Skip                   | 10:28                 |                 |              |                       |                       |                       |  |  |                  |                  |                  |  |  |              |              |              |  |
|  | Skip                   | Skip                   | 10:28                 |                 | Marc Mero    | Marc Mero             | Schienamento          |                       |  |  |                  |                  |                  |  |  |              |              |              |  |
|  |                        |                        |                       |                 | Marc Mero    | Marc Mero             | Schienamento          |                       |  |  |                  |                  |                  |  |  |              |              |              |  |
|  |                        |                        | Owen Hart             | Owen Hart       | 9:43         |                       |                       |                       |  |  |                  |                  |                  |  |  |              |              |              |  |
|  | Owen Hart              | Owen Hart              | Owen Hart             | Owen Hart       | 9:43         | Schienamento          |                       |                       |  |  |                  |                  |                  |  |  |              |              |              |  |
|  | Owen Hart              | Owen Hart              |                       |                 |              |                       |                       |                       |  |  |                  |                  |                  |  |  |              |              |              |  |
|  | Yokozuna               | Yokozuna               | 3:58                  |                 |              |                       |                       |                       |  |  |                  |                  |                  |  |  |              |              |              |  |